# Rhythm of the Rain
Rhythm of the Rain (nhịp điệu cơn mưa) là một bài hát được The Cascades trình diễn, được phát hành vào tháng 11 năm 1962. Bài hát do thành viên ban nhạc Cascades John Claude Gummoe sáng tác. Vào ngày 09 Tháng 3 1963, nó đã tăng lên số 3 trên bảng xếp hạng Billboard Hot 100, và đã trải qua hai tuần ở vị trí thứ 1 trên bảng xếp hạng Easy Listening của Billboard. Billboard xếp hạng đĩa đơn này là bài hát số 4 năm 1963.
Vào tháng 3 năm 1963, bài hát này là một bài hit hàng đầu ở Vương quốc Anh và vào tháng 5 cùng năm đó, là một đĩa đơn số 1 ở Ireland. Tại Canada, bài hát đã có mặt trên Bảng xếp hạng CHUM trong tổng cộng 12 tuần và đạt vị trí số 1 vào tháng 3 năm 1963. Năm 1999, BMI đã liệt kê bài hát này là bài hát được trình diễn nhiều thứ 9 trên đài phát thanh/TV trong thế kỷ 20.
Bản ghi âm của Cascades đã được sử dụng trong nhạc nền của bộ phim Quadrophenia năm 1979, và được bao gồm trong album nhạc phim.
Bản phối của bài hát có sử dụng celesta đặc trưng.
Tiếng mưa và sấm sét được nghe ở đầu và cuối bài hát.